# Liberum Veto (pismo)
Liberum Veto – galicyjskie pismo satyryczne wydawane w latach 1903–1905. Powstało w Krakowie a w 1904 roku zostało przeniesione do Lwowa z inicjatywy Władysława Milko. 
Krytykujące młodopolską literaturę i obyczajowość. Cenione między innymi za karykatury. Jednym z założycieli pisma był Franciszek Czaki.